# Любецький Свято-Антоніївський монастир
Любецький Свято-Антоніївський монастир — православний чоловічий монастир, заснований на місці печери, яку на початку 11 ст. викопав на околиці м. Любеч місцевий мешканець Антип — згодом церковний діяч, святий Антоній Печерський. Зруйнований у середині 13 ст. Відновлений із благословення і за особистою участю святителя Феодосія Чернігівського 1692–94 монахами Інокентієм (в миру Іван Щирський; 1650—1714; від 1694 і до кінця свого життя був ігуменом монастиря) та Йоною. До складу монастирського комплексу входили печера із Свято-Антоніївською церквою, храм Воскресіння Христового (1701), скит із Свято-Онуфріївською церквою (1711) на старому городищі, трапезна церква святих Йоакима і Анни (1754), келії. У монастирі зберігалася чудодійна ікона Любецької Богоматері, вівся Любецький синодик (містить унікальні відомості з історії Чернігово-Сіверщини 13–14 ст.). Монастирю належали маєтності в Любечі та навколишніх селах Скугарі (нині село Чернігівського району), Великі Осняки, Кукарі (нині обидва села Ріпкінського району) й Івашківка (нині село Городнянського району, усі Чернігівської обл.). Закритий 1786 у зв'язку із секуляризацією церковного землеволодіння. До нашого часу збереглася печера, яку пов'язують зі св. Антонієм.